# Френк Ллойд (режисер)
Френк Ллойд (англ. Frank Lloyd; 2 лютого 1886, Глазго, Велика Британія — 10 серпня 1960, Санта-Моніка, Каліфорнія) — американський кінорежисер та сценарист. Один із засновників Академії кінематографічних мистецтв і наук та її президент у 1934–1935 роках.

## Фільмографія
| Рік  |   | Українська назва      | Оригінальна назва    | Роль                                             |
| ---- | - | --------------------- | -------------------- | ------------------------------------------------ |
| 1914 | ф | Шпигун                | The Spy              | актор                                            |
| 1917 | ф | Знедолені             | Les Misérables       | режисер, співавтор сценарію (з Марком Роббінсом) |
| 1921 | ф | Повість про два світи | A Tale of Two Worlds | режисер                                          |
| 1922 | ф | Олівер Твіст          | Oliver Twist         | режисер                                          |
| 1923 | ф | Чорний бик            | Black Oxen           | режисер, автор сценарію                          |
| 1924 | ф | Морський яструб       | The Sea Hawk         | режисер                                          |
| 1926 | ф | Морський орел         | The Eagle of the Sea | режисер                                          |
| 1929 | ф | Тягар                 | Drag                 | режисер                                          |
| 1929 | ф | Стомлена річка        | Weary River          | режисер                                          |
| 1929 | ф | Божественна леді      | The Divine Lady      | режисер                                          |
| 1931 | ф | Іст Лінн              | East Lynne           | режисер                                          |
| 1933 | ф | Кавалькада            | Cavalcade            | режисер                                          |
| 1933 | ф | Галас                 | Hoop-la              | режисер                                          |
| 1935 | ф | Заколот на «Баунті»   | Mutiny on the Bounty | режисер                                          |
| 1937 | ф | Дівчина Салема        | Maid of Salem        | режисер                                          |
| 1943 | ф | Вічність і один день  | Forever and a Day    | один з 7 режисерів                               |
| 1946 | ф | Кров на сонці         | Blood on the Sun     | режисер                                          |
| 1955 | ф | Остання команда       | The Last Commande    | режисер                                          |